# Léon Despontin
Léon Despontin (* 6. Juli 1888 in Marche-les-Dames; † 7. August 1972 in Mozet) war ein belgischer Radrennfahrer.

## Sportliche Laufbahn
Despontin war im Straßenradsport aktiv. Von 1913 bis 1928 war er Unabhängiger und Berufsfahrer. 1920 belegte er in der Belgien-Rundfahrt den 3. Platz. 1913 wurde er Zweiter der nationalen Meisterschaft im Straßenrennen der Unabhängigen. Dritter wurde er 1913 bei Brüssel–Lüttich und Brüssel–Luxemburg.
Die Tour de France fuhr Despontin sechsmal. 1921, 1922 und 1923 kam er jeweils auf den 7. Platz. 1924 konnte er die Rundfahrt nicht beenden. 1925 wurde er 16., 1927 28. in der Gesamtwertung. In den Rennen der Monumente des Radsports war der 4. Platz im Rennen Lüttich–Bastogne–Lüttich 1920 sein bestes Resultat. 1921 wurde er 7. in diesem Rennen.